# 털틈새얼굴박쥐
털틈새얼굴박쥐(Nycteris hispida)는 틈새얼굴박쥐과에 속하는 박쥐의 일종이다. 아프리카 전역의 숲과 사바나 지역에 널리 분포한다. 2종의 아종이 알려져 있다. 아프리카 서부와 중부 지역에 다양한 숲 개체군이 존재하고 별도의 종으로 추정되지만, 2007년 현재 긍정적으로 인정되지 않고 있다.